# 에디 미첼

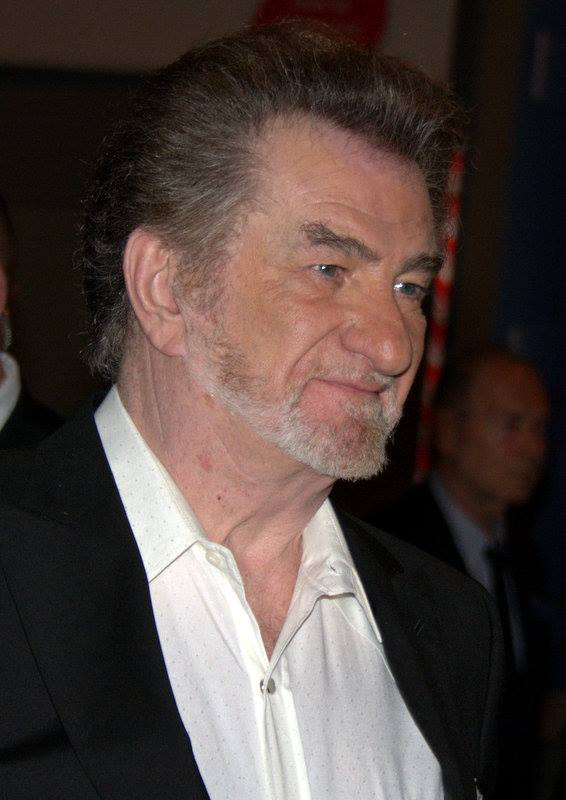

에디 미첼(Eddy Mitchell, 1942년 7월 3일 ~ )은 프랑스의 배우, 가수, 작곡가 겸 작사가, 싱어송라이터, 텔레비전 배우이다.
파리 19구에서 태어났다.

## 영화
- 위 러브 유, 유 바스타드 (2014년)
- 그랜드 디파트 (2013년)
- 드림키즈 (2013년)
- 사랑은 타이핑 중! (2012년) - 조지스 이차드 역
- 빅 시티 (2007년)
- 두갈 : 마법의 회전목마 (2005년)
- 아메리칸 퀴진 (1998년)
- 이름 없는 전쟁 (1992년)
- 토탈 라이즈 (1991년)
- 이 세상 끝까지 (1991년)
- 소파 승진 (1990년)
- 라운드 미드나잇 (1986년)
- 공주의 결혼 작전 (1985년)
- 프랑켄슈타인 90 (1984년)
- 대청소 (1981년)
- 7일간의 외출 (1980년)
- 바람난 계집애들 (1980년)
- 안나 (1967년)